# Station Oosterbierum
Oosterbierum (Obr) was een stopplaats in Nederland aan de voormalige spoorlijn Stiens - Harlingen. De stopplaats van Oosterbierum was geopend van 1 oktober 1903 tot 15 mei 1935.
Dit station is gebouwd naar het stationsontwerp met de naam Standaardtype NFLS, die voornamelijk werd gebruikt voor verschillende spoorwegstations in Friesland. Het station Oosterbierum viel binnen het type NFLS halte 3e klasse.